# Mona Shaito
Mona Shaito (in arabo منى شعيتو‎?; Beirut, 12 maggio 1994) è una schermitrice libanese, specialista del fioretto, che ha rappresentato il Libano ai Giochi olimpici di Rio de Janeiro 2016.